# Płomienka białokreska

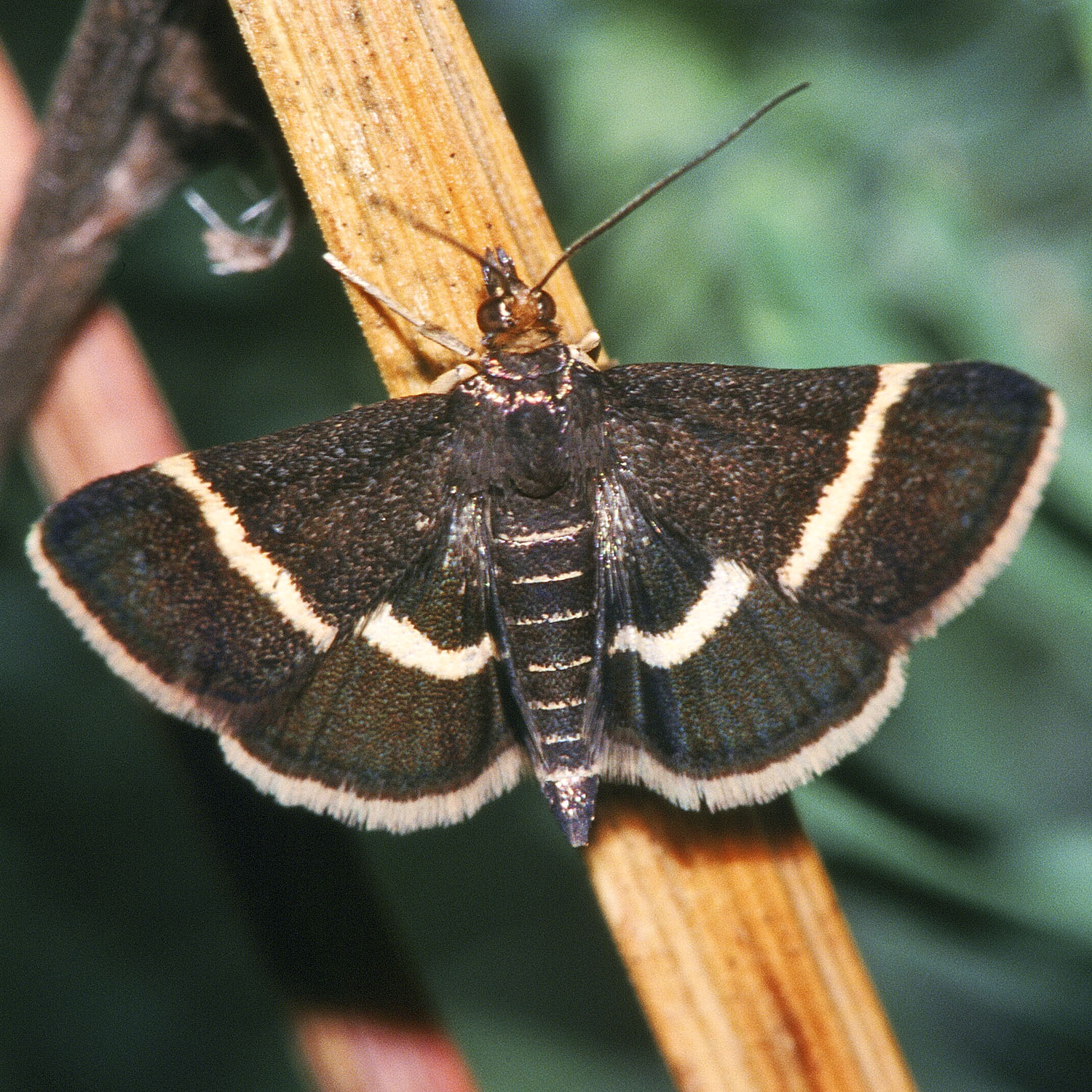
Imago z rozchylonymi skrzydłami

Płomienka białokreska (Pyrausta cingulata) – gatunek motyla z rodziny wachlarzykowatych i podrodziny Pyraustinae. Zamieszkuje zachodnią część Palearktyki. Gąsienice są oligofagicznymi fitofagami żerującymi na szałwiach i macierzankach.

## Taksonomia
Gatunek ten opisany został po raz pierwszy w 1758 roku przez Karola Linneusza pod nazwą Phalaena (Geometra) cingulata. Jako miejsce typowe wskazał on Europę. W 1775 roku Michael Denis i Ignaz Schiffermüller przenieśli go do rodzaju Pyralis. W nowym rodzaju Pyrausta umieścił go w 1802 roku Franz de Paula von Schrank. Niektórzy autorzy traktują jako synonim tego gatunku opisanego w 1936 roku z Bydgoszczy Pyrausta rectefascialis, jednak znane są liczne cechy, w tym dotyczące głaszczków i genitaliów, różniące te taksony.

## Morfologia

### Owad dorosły
Motyl ten osiąga od 13 do 19 mm rozpiętości skrzydeł. Głaszczki wargowe mają na ostatnim członie narząd vom Ratha o wydłużonym kształcie z igłowatym wierzchołkiem. Tło obu par skrzydeł jest brązowoczarne. Na przednim skrzydle występuje poprzeczna przepaska białej barwy, osiągająca tylny brzeg skrzydła mniej więcej na jego środku. Przepaska ta zwykle jest dwufalista (zagięta w dwóch miejscach), rzadziej bywa niemal prosta; zawsze jest słabiej pofalowana niż u P. nigrata. Skrzydło tylnej pary ma białą przepaskę poprzeczną od środka długości, rzadziej od miejsca położonego trochę dalej wygiętą dowewnętrznie, jednak bez silnej wypukłości skierowanej na zewnątrz, jak u P. rectefascialis. Strzępiny obu par skrzydeł są ubarwione matowobiało i odgraniczone od tła skrzydła wyraźnymi, ciemnoszarymi obwódkami.
Samica ma genitalia o apofizie tylnej zaopatrzonej w pojedynczy ząb środkowy, a przedsionku w kształcie czary, silnie zesklerotyzowanym w części proksymalnej. W torebce kopulacyjnej znajduje się dobrze wykształcone znamię o owalnym kształcie. Przewód owej torebki jest szeroki i tylko słabo wygięty łukowato.
Samiec ma mniej więcej trzykrotnie dłuższe niż szerokie, symetrycznie zbudowane walwy o równomiernie zakrzywionych wierzchołkach i prostej lub nieco wklęśniętej pośrodku krawędzi brzusznej. Unkus jest zwykle wąski, nieco dłuższy niż szerokość edeagusa, który to z kolei cechuje się mniejszą szerokością i mniejszym poletkiem cierni niż w przypadku P. rectefascialis.

### Stadia rozwojowe

#### Larwa
Gąsienice początkowo mają kilka milimetrów długości, natomiast ostatecznie dorastają do 11–12 mm. Ubarwienie młodszych stadiów jest zmienne. Śródtułów i zatułów bywają zielonkawe, zielonożółte lub zielonkawofioletowe, podczas gdy odwłok może być zielonkawożółty, żółtawobrązowy czy rudofioletowy, zawsze z jaśniejszą lub ciemniejszą linią grzbietową. Wyrośnięta gąsienica ma głowę żółtawobrązową z czarnym znakiem pośrodku przedniej krawędzi, białym nadustkiem i czarnymi oczkami larwalnymi. Przedtułów jest żółtawobrązowy z czarnymi kropkami i białawą przedziałką. Reszta ciała jest matowa, fioletowawoszara lub rudofioletowa z szarą linią przez środek grzbietu oraz czarnymi pinakulami i przetchlinkami. Płytka analna jest jasnoszara z czarnymi znakami.

#### Poczwarka
Poczwarka ma żółtawe zabarwienie i przebywa w brązowym oprzędzie o pergaminowej strukturze.

## Biologia i ekologia
Owad ten zamieszkuje siedliska o podłożu wapiennym i kredowym oraz piaszczyste wydmy. Bytuje na murawach kserotermicznych, skalistych i suchych łąkach, trawiastych stokach, murawach psammofilnych, w suchych zaroślach oraz drzewostanach dębowych i sosnowych. Rozmieszczony jest od nizin po rejony górskie, sięgając rzędnych 3000 m n.p.m.
Owady dorosłe pojawiają się w dwóch pokoleniach w ciągu roku. Pierwsze lata od początku kwietnia (na północy Europy od maja) do końca czerwca, zaś drugie od początku lipca do końca sierpnia. Loty odbywają się wieczorami i przy słonecznej pogodzie. Owady latają nisko i pobliżu roślin żywicielskich. Niezbyt chętnie przylatują do sztucznych źródeł światła.
Gąsienice są oligofagicznymi fitofagami żerującymi na szałwii łąkowej, macierzance wczesnej, macierzance piaskowej, a przypuszczalnie także na szałwii lepkiej; w warunkach hodowlanych zjadają również inne gatunki szałwii i macierzanek. Żerują na spodniej stronie liści, pozostawiając widoczne od góry plamy prześwitującej epidermy. Na nisko położonych liściach rośliny budują oprzędy, które służą im za schronienie. Oprzęd służy gąsienicy również za miejsce zimowania, jednak przez stadium poczwarki przechodzi w nim dopiero wczesną wiosną. Gąsienice drugiego pokolenia obserwuje się w czerwcu, a poczwarki od czerwca do lipca.
Parazytoidem gąsienic jest Apanteles obscurus, błonkówka z rodziny męczelkowatych.

## Rozprzestrzenienie
Gatunek palearktyczny, europejski. Znany jest z Hiszpanii, Irlandii, Wielkiej Brytanii (Walia, Anglia i południowa Szkocja), Francji, Belgii, Luksemburgu, Holandii, Niemiec, Szwajcarii, Austrii, Włoch, Szwecji, Finlandii, Estonii, Łotwy, Litwy, Polski, Czech, Słowacji, Węgier, Rumunii, Bułgarii, Słowenii, Chorwacji, Bośni i Hercegowiny, Albanii, Macedonii Północnej, Grecji oraz europejskich części Rosji i Turcji.